# Alfred Bloom
Alfred H. Bloom és un psicòleg i lingüista estatunidenc i vicecanceller de la Universitat de Nova York Abu Dhabi fins al 2019.

## Biografia
Bloom es va unir el 2009 a la Universitat de Nova York Abu Dhabi a través del Swarthmore College, on havia estat ocupant durant 18 anys el càrrec de president. Sota la direcció de Bloom, Swarthmore va assumir una posició de lideratge, àmpliament reconegut a Amèrica, en l'educació en el camp de les arts liberals. Durant el mandat de Bloom, el College va revitalitzar el seu Programa d'Honors, va emprendre la creació d'edificis acadèmics i en va renovar els antics, va ampliar el seu currículum multicultural, va ampliar la seva oferta estudis per a estrangers, i va establir el Centre Cívic i de Responsabilitat Social Eugene M. Lang.
Mentre va durar la presidència de Bloom, el College va augmentar dramàticament la seva diversitat, amb un augment en el percentatge d'estudiants de diferents ètnies. El College també va aconseguir un augment significatiu de les sol·licituds d'admissió, amb més de 6.200 sol·licituds per a aproximadament 375 places el 2012. La dotació de Swarthmore va créixer de 400 milions de dòlars l'any 1991 a 1.400 milions el 2009. A més, Col·legi va recaptar més de 362 milions de dòlars en donatius durant aquest període. El College també s'ha ratificat en el seu compromís amb l'ajuda financera als estudiants, mitjançant l'eliminació dels préstecs d'entre les ajudes, i la garantia que l'ajuda cobreix tots els estudis per als estrangers. El 2000, Bloom i la Junta de Directors de Swarthmore, en una decisió polèmica, eliminen el programa de futbol de la universitat.
Abans d'assumir la presidència en Swarthmore, Bloom va exercir com a vicepresident executiu del Pitzer College de Claremont, a Califòrnia. Anteriorment havia estat també vicepresident d'assumptes acadèmics i degà de la facultat a Pitzer. Va ser nomenat professor ajudant de Psicologia i Lingüística a Swarthmore el 1974, i també director associat el 1985.
El 1967, Bloom va obtindre el seu graduat ''summa cum laude'' en Llengües Romàniques i Civilització Europea a la Universitat de Princeton. Aquest any, va estudiar a França sota el programa Fulbright. El 1974, va rebre el seu doctorat en Psicologia i relacions socials a la Universitat Harvard. El concepte de "intel·ligència ètica", que ha guanyat popularitat dins i fora de l'educació superior, va ser introduït per Bloom, que el va utilitzar inicialment en el seu discurs inaugural com a president de Swarthmore el 1991, i des de llavors ha concretat, ampliat i matisat el seu significat en nombrosos escrits i discursos.
La investigació de Bloom barreja la psicologia i la lingüística, centrant-se en la forma en què aquestes dues disciplines ens ajuden a entendre les continuïtats que es donen entre per una banda les diferents cultures i per una altra les diferències en el pensament i la forma d'entendre la moral; també ha estudiat l'impacte recíproc de llenguatge en el pensament i el pensament sobre el llenguatge. És autor de "The Linguistic Shaping of Thought: A Study of the Impact of Language on Thinking in China and the West" (Lawrence Erlbaum Associates, 1981) i Moral Behavior in Chinese Society (Praeger Publishers, 1981), així com de numeros articles com "The Privileging of Experience in Chinese Practical Reasoning," Journal of Chinese Philosophy; "Psychological Ingredients of High-Level Moral Thinking: A Critique of the Kohlberg-Gilligan Paradigm," publicat al Journal for the Theory of Social Behavior; i "Caution - The words you use may affect what you say," publicat a Cognition.
Bloom ha recibut doctorats honorífics a la Universidad de Richmond i al Swarthmore College.

## Investigació
La investigació de Bloom ha versat sobre l'estudi comparatiu entre llengües, especialment entre el xinès mandarí i l'anglès; és un proponent modern de l'anomenada hipòtesi de Sapir-Whorf, que postula una influència de la llengua materna sobre la forma en què els parlants conceptualitzen i ordenen la realitat. Bloom ha tractat de mostrar açò a través del seu experiment més conegut, que va consistir en la selecció de dos grups de subjectes, un compost per parlants nadius d'anglès i l'altre integrat per parlants de xinès, als quals els va presentar un text escrit en les seves respectius idiomes; els participants havien de contestar a la pregunta de si allò que es relatava en el text havia succeït o no. El text, que havia estat redactat originalment en anglès i traduït al xinès de manera literal, narrava una sèrie de fets contrafàctics mitjançant l'ús del subjuntiu, un temps verbal inexistent en les llengües sinítiques; el resultat final va ser que els parlants de xinès van errar en un percentatge molt superior als d'anglès a l'hora de respondre la pregunta. Arran d'açò, Bloom va concloure la impossibilitat de traduir literalment d'una llengua a una altra: totes dues expressen pensaments diferents encara que estiguin narrant la mateixa història.
Aquest experiment ha estat qüestionat per diversos autors. Au, per exemple, va dur a terme el mateix experiment, però de forma ampliada: emprant diverses versions del text en xinès per contrastar-ne els resultats. En els casos en què la traducció no resultava gaire literal, el text era més intel·ligible per als lectors i, per tant, eren capaços d'entendre allò que en ell es relatava. Pinker també ha criticat els resultats de Bloom, arran dels experiments d'Au.

## Publicacions
- Bloom, A. H. (1984), “Caution – the Words You Use May Affect what You Say: a Response to Au”. Cognition, 17, 275-287.
- Bloom, A. H. (1981), The Linguistic Shaping of Thought: A Study on the Impact of Language on Thinking in China and the West, Nova York, Psychology Press.
- Bloom, A. H. (1979). "The Impact of Chinese Linguistic Structure on Cognitive Style." Current Anthropology 20(3).